# Vojenské zpravodajství
Vojenské zpravodajství (VZ) je ozbrojená zpravodajská služba, součást Ministerstva obrany České republiky. Zabezpečuje informace o možném vojenském ohrožení České republiky, o činnostech namířených proti obraně ČR a o činnostech ohrožujících utajované skutečnosti v oblasti obrany ČR. V rozsahu své působnosti získává, shromažďuje a vyhodnocuje informace, které svědčí o riziku terorismu, organizovaného zločinu a sabotáží. VZ vzniklo 1. ledna 2005 z Vojenského obranného zpravodajství a Vojenské zpravodajské služby. VZ působí jako součást Ministerstva obrany z jehož rozpočtu je financováno. V roce 2024 sloužilo ve Vojenském zpravodajství přibližně 1500 vojáků. Od roku 2024 je ředitelem Vojenského zpravodajství brigádní generál Petr Bartovský.
VZ působí jako rozvědná zpravodajská služba vně území republiky, ale své operace smí provádět i na území ČR. Zadavatelem úkolů pro VZ je vláda, prezident a ministr obrany. Ti jsou také adresáty získaných informací.

## Historie
V oblasti vojenského zpravodajství existovaly do listopadu 1989 v ČSSR dvě vojenské zpravodajské služby: Vojenská kontrarozvědka (oficiální název: III. správa SNB – Hlavní správa vojenské kontrarozvědky) spadající do resortu FMV a Zpravodajská správa generálního štábu ČSLA (ZS/GŠ) zabývající se rozvědnou činností. Jejich vznik se datoval před rok 1989. 1. června 1990 byla Vojenská kontrarozvědka usnesením předsednictva vlády ČSSR vyčleněna z působnosti resortu FMV a převedena do působnosti Federálního ministerstva národní obrany (FMNO). Po listopadových událostech v roce 1989 zůstaly obě služby zachovány, ale probíhaly v nich demokratizační změny. Významnou změnou v tomto směru bylo v roce 1992 přijetí zákona č. 67 o Vojenském obranném zpravodajství, jehož součástí byla i úprava parlamentní kontroly činnosti této vnitrobezpečnostní zpravodajské služby plnící úkoly v oblasti obrany. V roce 1994 byl parlamentem ČR přijat zákon č. 153/1994 Sb., kterým došlo ke sloučení obou vojenských zpravodajských služeb. Vzhledem k nejasnostem ve struktuře obou služeb a jejich postavení v rámci Ministerstva obrany se dikce zákona začala naplňovat až v letech 2003–2005. Od 1. ledna 2005 bylo přijato takové organizační uspořádání, díky kterému obě složky Vojenského zpravodajství (tedy rozvědné a kontrarozvědné) pracují efektivněji a všechny jeho složky včetně ředitele jsou podřízeny ministrovi obrany.
Od 1. července 2021 je účinná novela zákona o VZ, která určuje, jak se VZ podílí na zajišťování obrany státu v kybernetickém prostoru. Vojenské zpravodajství nově může využívat vlastní nástroje detekce na určených bodech veřejných komunikačních sítí. VZ nesmí využívat tyto nástroje detekce k provádění odposlechů nebo k aktivnímu zásahu, pokud nehrozí nebezpečí z prodlení.
V únoru 2022 Národní centrum kybernetických operací při Vojenském zpravodajství (NCKO) žádalo blokaci celkem 22 webů přímo ze strany poskytovatelů internetového připojení (ISP) a dalších členů sdružených v peeringovém uzlu NIX.

## Rozsah činnosti
VZ je přímo podřízeno ministru obrany. Zadavatelem je kromě Ministerstva obrany prezident republiky, vláda a vojenští představitelé AČR. Činnost VZ upravují zákonná ustanovení. VZ každoročně předkládá zprávu o své činnosti prezidentu republiky a předsedovi vlády.

### Legislativa
VZ se zabývá jak rozvědnou, tak kontrarozvědnou činností. Rozsah činnosti určuje zákon o Vojenském zpravodajství a některé další zákony, například
- zákon 289/2005 Sb., o Vojenském zpravodajství[8]
- zákon 153/1994 Sb., o zpravodajských službách České republiky[7]
- zákon 127/2005 Sb., o elektronických komunikacích[9]

### Rozvědná činnost
- V oblasti rozvědné plní VZ hlavní úkoly v oblastech, kde působí kontingenty AČR při tzv. nevojenských akcích (humanitárních). Jsou to zejména země Balkánu, dále regiony jako Irák či Afghánistán.[2] V těchto oblastech plní VZ úkoly směřující k ochraně jednotek AČR, jednotek NATO a dalších spojenců. Kromě toho zajišťuje i zpravodajské pokrytí vojenských akcí 601. skupiny speciálních sil gen. Moravce (např. v Afghánistánu).

- Společenství nezávislých států (Rusko, Bělorusko, Ukrajina, zakavkazské státy) – zejména s ohledem reorganizace armád a zavádění nových zbraňových systémů. Dalším důvodem je činnost teroristických elementů v této oblasti a rozrůstání organizovaného zločinu.

- Terorismus – ve spolupráci s ostatními zpravodajskými službami jsou prověřovány a sledovány osoby podezřelé z podpory terorismu, extremismu a šíření radikálních ideologií.

### Kontrarozvědná činnost
- V oblasti kontrarozvědné se VZ zaměřuje na pokusy o nelegální získávání informací o obraně ČR, kontroluje obchod se zbraněmi prováděný na území ČR zejména s ohledem na možná rizika získání těchto zbraní teroristickými skupinami a státy terorismus podporujícími.

## Získávání informací
Informace získává VZ prostřednictvím sítí HUMINT (informace získávané od lidských zdrojů), SIGINT (odposlech radiového provozu), IMINT (analýza satelitních nebo leteckých snímků), OSINT, spoluprací s ostatními zpravodajskými složkami ČR a zpravodajskými službami států NATO a dalších států.

## Kontrola a dohled
Kontrolu činnosti Vojenského zpravodajství provádí vláda, poslanecká sněmovna a Orgán nezávislé kontroly zpravodajských služeb České republiky.
Za činnost a koordinaci všech českých zpravodajských služeb odpovídá vláda. Pro tento účel si svým usnesením zřídila sedmičlenný Výbor pro zpravodajskou činnost, který je stálým pracovním orgánem Bezpečnostní rady státu. Předsedou výboru je premiér, místopředsedou ministr vnitra, členy jsou ministr zahraničí, ministr obrany a ředitelé Bezpečnostní informační služby, Úřadu pro zahraniční styky a informace a Vojenského zpravodajství. V dané oblasti je výbor též místem operativní meziresortní koordinace kontaktů a případné spolupráce se státními orgány.
Pro dohled nad VZ si Poslanecká sněmovna dle zákona č. 289/2005 Sb. vytváří od roku 2006 zvláštní kontrolní orgán, kterým je Stálá komise pro kontrolu činnosti Vojenského zpravodajství, jež má nejméně sedm členů, poslanců Parlamentu ČR.
Pětičlenný Orgán nezávislé kontroly zpravodajských služeb České republiky provádí na základě podnětu sněmovní Stálé komise pro kontrolu činnosti VZ kontrolu zákonnosti činnosti služby na území České republiky, včetně kontroly dodržování základních práv a svobod.

## Ředitel
- brig. gen. Miroslav Krejčík (1. prosince 2004 – 15. května 2007)
- brig. gen. Pavel Adam (15. května 2007 – 28. června 2007),[10] pověřen řízením
- genpor. Ondrej Páleník (28. června 2007 – 31. října 2012)[11]
- brig. gen. Milan Kovanda (31. října 2012 – 17. června 2013), postaven mimo službu[12]
- brig. gen. Rostislav Pilc (17. června 2013 – 22. října 2014), pověřen řízením z titulu statutárního zástupce ředitele služby[13]
- genpor. Jan Beroun (22. října 2014 – 30. června 2024[14])
- brig. gen. Petr Bartovský (od 1. července 2024)[14]